# Palacio de Justicia (Milán)
El Palacio de Justicia (Palazzo di Giustizia en italiano) es un edificio histórico de Milán en Italia situado en el nº 1 de la via Freguglia.

## Historia
El edificio fue construido entre el 1932 y el 1940 según el proyecto del arquitecto Marcello Piacentini. Está situado en el lugar en el cual previamente se levantaba el cuartel militar Príncipe Eugenio di Savoia.

## Descripción
El palacio, que presenta un estilo austero y monumental, ocupa un área cuadrangular de cerca de 30.000 m² sobre un solar trapezoidal. El edificio, que se eleva sobre cuatro plantas y dos entresuelos, posee un laberinto de escaleras y pasillos, además de ocho patios de distintos tamaños. Precedida por un jardín monumental, la fachada principal se abre bajo un triple portal de acceso al gran vestíbulo distribuidor, de 25 metros de altura.